# Braunschweiger Manifest
Im Braunschweiger Manifest vom 5. September 1870 forderte das in Braunschweig ansässige Zentralkomitee der Sozialdemokratischen Arbeiterpartei (SDAP) die Beendigung des „Deutsch-Französischen Krieges“.
Zuvor hatten die Braunschweiger den Krieg gegen Frankreich noch mit der Begründung unterstützt, wer angegriffen werde, müsse sich verteidigen dürfen. Samuel Spier und Wilhelm Bracke standen damit im Gegensatz zu August Bebel und Wilhelm Liebknecht, für die die Kampfhandlungen von Deutschland gewollt waren und die sich daher gegen einen Waffengang „gegen Brüder“ ausgesprochen hatten. Es kam zu einem heftigen Streit zwischen den beiden Lagern, und die nur ein Jahr zuvor gegründete SDAP drohte daran zu zerbrechen.
Nach dem Sieg in der Schlacht bei Sedan und der Gefangennahme Napoleons III. sprach sich jedoch auch der Braunschweiger Ausschuss gegen eine Weiterführung des Krieges aus und forderte in seinem Manifest einen sofortigen „ehrenvollen Frieden“ mit Frankreich. Die Partei war damit zwar gerettet, doch wurde die Parteiführung anschließend verhaftet. 
Karl Marx berichtete am 15. September in The Pall Mall Gazette: „Der Ausschuß der Deutschen Sektion der Internationalen Arbeiterassoziation mit dem Sitz in Braunschweig gab am 5. dieses Monats ein Manifest an die deutsche Arbeiterklasse heraus, in welchem diese aufgerufen wird, die Annexion des Elsaß und Lothringens zu verhindern und zu einem ehrenvollen Frieden mit der Französischen Republik beizutragen. Auf Anordnung des kommandierenden Generals Vogel von Falckenstein ist nicht nur dieses Manifest beschlagnahmt worden, auch alle Mitglieder des Ausschusses, sogar der bedauernswerte Drucker des Dokuments, wurden verhaftet und wie gewöhnliche Verbrecher in Ketten nach Lötzen in Ostpreußen gebracht“ – rund 1000 Kilometer von Braunschweig entfernt.
Im Januar 1871 schrieb Marx in der Daily News, „die Mitglieder des Braunschweiger Ausschusses der Sozialdemokratischen Arbeiterpartei [seien] seit Anfang September vorigen Jahres wie Galeerensträflinge behandelt worden und müssen noch jetzt eine Justizkomödie unter der Anklage des Hochverrats über sich ergehen lassen. Das gleiche Schicksal hat zahlreiche Arbeiter ereilt, die das Braunschweiger Manifest propagierten.“
Die Anklage lautete auf Landesverrat; sie schrumpfte jedoch zum Vergehen gegen das Versammlungsgesetz. Von der für Samuel Spier geforderten mehrjährigen Freiheitsstrafe blieben im Urteil noch zwei Monate Gefängnis übrig.

## Weitere „Braunschweiger Manifeste“
Der Bezeichnung Braunschweiger Manifest wurde auch später noch für andere politische Stellungnahmen verwendet:
- Im Jahr 1970 wählte die Sozial Liberale Jugend Niedersachsens, diesen Namen für ihr Grundsatzpapier des radikalen Liberalismus. Die SLJ war von 1970 bis 1972 neben den niedersächsischen Jungdemokraten ein der F.D.P. nahestehender Jugendverband.
- Im Jahr 1994 gab der Erziehungswissenschaftliche Fachbereich der Technischen Universität Braunschweig unter demselben Titel eine Arbeit über „pädagogische Herausforderungen an Politik und Gesellschaft, für eine arbeitsfähige und humane Schule“ heraus.